# Teoria (logika)
Teoria – niesprzeczny zbiór zdań. 

## Definicja formalna
Niech T będzie zbiorem zdań zapisanych w pewnym języku L. Wtedy T jest teorią, jeśli nie istnieje zdanie napisane w języku L takie że T dowodzi zarówno tego zdania, jak i jego zaprzeczenia. Zbiór zdań T dowodzi zdania X, jeśli można przeprowadzić formalny dowód zdania X przy użyciu zdań ze zbioru T oraz aksjomatów i reguł dowodzenia klasycznego rachunku logicznego.
Czasami w definicji teorii dodatkowo zakłada się, że jest ona zamknięta ze względu na operację brania konsekwencji logicznej. Oznacza to, że jeśli teoria T dowodzi jakiegoś zdania X, to zdanie X musi należeć do T.

## Własności
Twierdzenie o zwartości mówi, że zbiór zdań jest niesprzeczny, jeśli każdy jego skończony fragment jest niesprzeczny. W świetle powyższej definicji niesprzeczności wydaje się to oczywiste, bo jeśli z danego zbioru zdań możemy udowodnić zarówno jakieś zdanie, jak i jego zaprzeczenie, to możemy też przeprowadzić ten sam dowód korzystając tylko ze skończenie wielu zdań z tego zbioru. Jeśli jednak badamy to zagadnienie z punktu widzenia semantyki, a nie syntaktyki, to potrzebujemy twierdzenia o istnieniu modelu, które w 1931 roku udowodnił austriacki logik i matematyk Kurt Gödel. Mówi ono, że każda spójna teoria (tzn. taka w której nie istnieje dowód sprzeczności) ma model i umożliwia badanie własności dowolnej teorii przy użyciu metod teorii modeli.
Teoria T w języku L jest zupełna, jeśli dla każdego zdania X napisanego w języku L w teorii T można dowieść zdania X lub jego zaprzeczenia (tj.: suma domknięcia T ze względu na wyprowadzanie oraz jego negacji jest równa zbiorowi wszystkich zdań w L). Przy użyciu zakładanego zwykle przez matematyków aksjomatu wyboru można wykazać, że każdą teorię w jakimś języku L można rozszerzyć do teorii zupełnej w tym języku.
Teoria T w języku L jest rozstrzygalna, jeśli istnieje algorytm, który dla każdego zdania X napisanego w języku L rozstrzyga, czy T dowodzi X.
Teoria T jest kategoryczna, jeśli T ma dokładnie jeden model z dokładnością do izomorfizmu. Jest to raczej rzadkie zjawisko, bo kategoryczne są tylko te teorie, które są zupełne i mają model skończony. Dlatego osłabia się tę definicję i mówi, że teoria T jest kategoryczna w mocy m, jeśli T ma dokładnie jeden model mocy m z dokładnością do izomorfizmu.